# Lacrime napulitane
Lacrime napulitane è un film del 1981 diretto da Ciro Ippolito; il titolo è ispirato alla canzone napoletana Lacreme napulitane (questo è il titolo depositato alla SIAE), scritta da Libero Bovio per il testo e da Francesco Buongiovanni per la musica, cantata nel film da Mario Merola.

## Descrizione
Il film si apre con una dedica del regista: 

## Trama
Salvatore, commerciante fra Milano e Napoli, crede che la moglie Angela, ex cantante, abbia una relazione con un camorrista; a causa di uno scherzo organizzato dal malvivente, Salvatore si convince dell'adulterio e, dopo aver cacciato di casa la moglie, affida la figlioletta all'anziana madre e parte per un po' di tempo per New York. A causa di un incidente occorso alla bambina, Salvatore ritornerà a Napoli e la famiglia, dopo altre vicende, si ricomporrà.

## Colonna sonora
- Chiamate Napoli 081, (testo di Giuseppe Giordano; musica di Eduardo Alfieri; Edizioni musicali A.Bi.Ci.), cantata da Mario Merola
- I' te vurria vasà, (testo di Vincenzo Russo; musica di Eduardo Di Capua; Casa Editrice Ferdinando Bideri), cantata da Angela Luce
- Napule ca se ne va, (testo di Ernesto Murolo; musica di Ernesto Tagliaferri; Casa Editrice Ferdinando Bideri), cantata da Mario Merola e Angela Luce
- 'A cartulina 'e Napule, (testo di Giuseppe De Luca; musica di Pasquale Buongiovanni; Edizioni musicali A.Bi.Ci.), cantata da Angela Luce
- Ipocrisia, (testo di Giuseppe Giordano; musica di Eduardo Alfieri; Edizioni musicali A.Bi.Ci.), cantata da Angela Luce
- Quando nascette Ninno a Betlemme (testo e musica di Alfonso Maria de' Liguori; pubblico dominio), cantata da Tommaso Bianco
- 'A tazza 'e cafè, (testo di Giuseppe Capaldo; musica di Vittorio Fassone; Casa Editrice La Canzonetta), cantata da Angela Luce
- Lacreme napulitane, (testo di Libero Bovio; musica di Francesco Buongiovanni; Edizioni musicali Santa Lucia), cantata da Mario Merola
- Comme facette mammeta, (testo di Giuseppe Capaldo; musica di Salvatore Gambardella; Casa Editrice Ferdinando Bideri)
- Furturella, (testo di Pasquale Cinquegrana[2]; musica di Salvatore Gambardella; Casa Editrice Ferdinando Bideri)
- 'O paese d' 'o sole, (testo di Libero Bovio; musica di Vincenzo D'Annibale; Edizioni musicali Santa Lucia), cantata da Mario Del Monaco